# WTA-toernooi van La Bisbal d'Empordà
Het WTA-toernooi van La Bisbal d'Empordà is een jaarlijks terugkerend tennistoernooi voor vrouwen dat wordt georganiseerd in de Spaanse plaats La Bisbal d'Empordà. De officiële naam van het toernooi is Open Internacional Femení Solgironès.
De WTA organiseert het toernooi, dat in de categorie "WTA 125" valt en wordt gespeeld op gravelbanen.
De eerste editie van het toernooi ontrolde zich in 2023 en werd gewonnen door de Nederlandse Arantxa Rus.

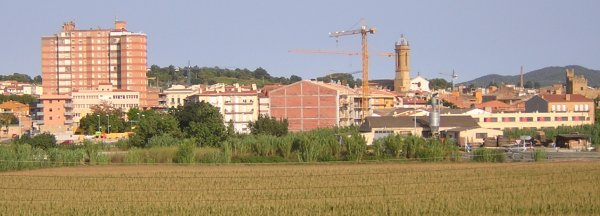
Blik op La Bisbal d'Empordà

## Finales

### Enkelspel
| Datum      | Naam                                 | Cat.    | ($)     | Ondergrond     | Winnares            | Verliezend finaliste | Uitslag       |         |
| ---------- | ------------------------------------ | ------- | ------- | -------------- | ------------------- | -------------------- | ------------- | ------- |
| 2023-06-06 | Open Internacional Femení Solgironès | WTA 125 | 115.000 | gravel, buiten | Arantxa Rus         | Panna Udvardy        | 7-6, 6-3      | details |
| 2024-04-01 | Open Internacional Femení Solgironès | WTA 125 | 115.000 | gravel, buiten | María Lourdes Carlé | Rebeka Masarova      | 3-6, 6-1, 6-2 | details |

### Dubbelspel
| Datum      | Naam                                 | Cat.    | ($)     | Ondergrond     | Winnaressen                      | Verliezend finalistes          | Uitslag   |         |
| ---------- | ------------------------------------ | ------- | ------- | -------------- | -------------------------------- | ------------------------------ | --------- | ------- |
| 2023-06-06 | Open Internacional Femení Solgironès | WTA 125 | 115.000 | gravel, buiten | Caroline Dolehide Diana Sjnajder | Aliona Bolsova Rebeka Masarova | 7-6, 6-3  | details |
| 2024-04-01 | Open Internacional Femení Solgironès | WTA 125 | 115.000 | gravel, buiten | Miriam Kolodziejová Anna Sisková | Tímea Babos Dalma Gálfi        | walk-over | details |